# Iwan Bondariew
Iwan Iwanowicz Bondariew (ros. Иван Иванович Бондарев, ur. w lutym 1917 we wsi Aleksandrowka (obecnie wieś Bowadzor w prowincji Lorri w Armenii), zm. 4 marca 1945 w Gryficach) – radziecki wojskowy, starszy sierżant, Bohater Związku Radzieckiego (1945).

## Życiorys
Urodził się w rosyjskiej rodzinie chłopskiej. Miał wykształcenie podstawowe, pracował w kołchozie. W maju 1940 został powołany do Armii Czerwonej, od 22 czerwca 1941 uczestniczył w wojnie z Niemcami. Walczył na Froncie Północno-Zachodnim, 2 Ukraińskim i 1 Białoruskim. 7 czerwca 1944 jako czołgista 308 batalionu czołgów 107 Brygady Pancernej brał udział w walkach o Târgu Frumos, zadając wrogowi duże straty; został wówczas ranny. W styczniu 1945 w składzie 2 batalionu czołgów 49 Gwardyjskiej Brygady Pancernej 12 Gwardyjskiego Korpusu Pancernego 2 Gwardyjskiej Armii Pancernej uczestniczył w operacji wiślańsko-odrzańskiej. Brał udział w walkach o Goszczyn, Błędów, Lubień, Chodecz i Radziejów, w których wyróżnił się przy unicestwianiu oddziałów wroga. Zginął w walce. Został pochowany w Gryficach.

## Odznaczenia
- Złota Gwiazda Bohatera Związku Radzieckiego (27 lutego 1945)
- Order Lenina (27 lutego 1945)
- Order Czerwonej Gwiazdy (1 października 1944)

I medal.